# Hymenoplia atlasica
Hymenoplia atlasica är en skalbaggsart som beskrevs av Escalera 1914. Hymenoplia atlasica ingår i släktet Hymenoplia och familjen Melolonthidae. Inga underarter finns listade i Catalogue of Life.